# Claire Balleys
Claire Balleys, née en 1978 à Genève (Suisse), est une sociologue spécialiste des processus de socialisation de la communication et des médias. Ses travaux de recherche portent sur les modes de sociabilité en ligne, les pratiques numériques et leur perception, la place des écrans connectés dans les familles, et les usages politiques, civiques et identitaires des médias sociaux. Elle est professeure à l'Université de Genève au sein de l'Institut de recherche en communication et médias.
Le prix Vigener de la faculté des sciences économiques et sociales de l’Université de Fribourg lui est décerné pour sa thèse.

## Jeunesse et formation
Claire Balleys naît en 1978 à Genève.
Elle étudie à la Faculté des sciences économiques et sociales de l'université de Fribourg, en Suisse. En 2005, elle obtient le Master of Arts en « sciences de la société » (sociologie de la communication et des médias, journalisme, sociologie générale), mention summa cum laude. En 2012, elle fait son doctorat en sciences  sociales, au sein  de cette même faculté. Avec sa thèse intitulée « Je t’aime plus que tout au monde » : D’amitiés en amours, les processus de socialisation entre pairs adolescents, elle obtient de nouveau la mention summa cum laude.
De 2015 à 2016, elle fait son postdoctorat FNRS au laboratoire SID de Télécom ParisTech, en France, puis au sein de l'Observatoire Jeunes et Société de l'Institut National de la recherche scientifique en Québec, au Canada. De 2016 à 2017, elle effectue un postdoctoral au sein de la chaire de recherche sur les usages des technologies numériques et les mutations de la communication à l'université  du Québec à Montréal.

## Carrière
Claire Balleys est professeure à la Haute école de travail social de Genève , où elle mène des projets visant à intégrer les pratiques numériques dans le domaine du travail social.
Elle est membre de l'Observatoire Jeunes et Société, INRS à Québec, du Laboratoire de communication médiatisée par ordinateur à l'Université  du Québec à Montréal, et de l'association European Communication Research and Education en Belgique. Elle travaille aussi pendant deux ans dans une équipe de recherche sur la problématique de l'éducation entre pairs à la Haute École de Travail social de Bâle.
En 2015, elle publie une version de sa thèse vulgarisée pour le grand public, sous le titre Grandir entre adolescents. A l'école et sur Internet.
Ses recherches se concentrent sur l'axe de la sociologie des technologies de l'information et de la communication, notamment sur la sociologie de l'adolescence et de la jeunesse, les pratiques culturelles et médiatiques juvéniles,, et la place des écrans connectés dans le cadre familial,.
Les travaux de Claire Balleys font une contribution aux études liées aux pratiques et usages de TIC avec une perspective de genre ,. Ses contributions aident à mieux comprendre comment les adolescentes utilisent les technologies et les intègrent dans leur vie quotidienne, et donc, dans leur construction identitaire et leur sociabilité. Dans ses analyses sur les pratiques numériques avec une perspective de genre elle parle de l'acquisition et du développement de compétences numériques, afin de montrer le déplacement de la fracture numérique qui passe "des inégalités d'accès aux inégalités d'usage". Ces différences d'usage entre filles et garçons vont établir des inégalités des compétences techniques : "un garçon, plus facilement orienté vers des jeux de stratégie ou permettant d'augmenter des fonctions cognitives, acquerra des compétences plus utiles pour son avenir professionnel" 
En novembre 2019, elle publie les résultats d'une étude sur l'impact des écrans connectés dans les familles, pour laquelle elle a passé un an dans le quotidien de 15 familles romandes. Cette immersion lui a permis de réaliser des entretiens approfondis avec les parents et les enfants. Lors de ses enquêtes, elle conclut que les pratiques numériques genrée des adolescents sont liées au modèle parental : "les pères et les mères utilisent leur smartphone de manière différente et ils régulent différemment l'usage qu'en font leurs enfants" .
En 2022, elle est nommée directrice du Medialab à l'Université de Genève. 

## Prix et distinctions
En 2013, elle obtient le prix Vigener de la faculté des sciences économiques et sociales de l’université de Fribourg, ex-æquo avec Constanze Jecker, pour l’excellence de sa thèse.
En 2015, elle est lauréate du Forum des 100 personnalités qui font la Suisse romande par le magazine L'Hebdo, sur le thème « Quelle relève pour demain ? ».

## Publications

### Articles scientifiques
- Balleys, C. (2019), « L’intimité militante sur Youtube : la visibilité médiatique au service de la libération sexuelle », Questions de communication, 35 | 2019, 125-136.
- Balleys, C. (2018) « Socialisation adolescente et usages des médias sociaux: la question du genre » , Revue des politiques sociales et familiales, numéro thématique Parcours adolescents: expériences et représentations, 125.
- Balleys, C. (2017) « L’incontrôlable besoin de contrôle. Les performances de la féminité par les adolescentes sur YouTube », Genre, sexualité & société, numéro thématique « Intimités numériques », n°17, https://gss.revues.org/3958
- Balleys, C., Coll, S. (2016), « Being publicly intimate. Online management of privacy among Teenagers », Media, Culture & Society, doi:10.1177/0163443716679033
- Heeg, R., Steiner, O., Balleys, C. (2016), « Partizipation Jugendlicher in Peer Involvement-Ansätzen: Erfahrungen aus der Evaluation von sieben Projekten », Zeitschrift für Sozialpädagogik. Pdf.
- Balleys, C. (2016), « Gestion de l’intimité et affichage d’un territoire sentimental entre adolescents sur Internet », Agora/Débats Jeunesses, 72 (1). Pdf
- Balleys, C., Coll, S. (2015), « La mise en scène de la vie privée en ligne par les adolescents », RESET, 4, URL : http://reset.revues.org/547  DOI : 10.4000/reset.547
- Balleys, C. (2015), « Dynamiques d’inclusion et d’exclusion dans la gestion du capital social entre pairs adolescents sur Facebook », Jeunes et médias, Les cahiers francophones de l’éducation aux médias, 7, 131-143. Pdf.
- Balleys, C. (2014), « De la scène aux coulisses et des coulisses à la scène: les modes d’appropriation juvéniles des réseaux sociaux en ligne », Cultures et Sociétés, 29, 78-84. Pdf.
- Coll, S., Glassey, O., Balleys, C. (2011), « Building social networks ethics beyond ‘privacy’: a sociological perspective », International Review of Information Ethics, 16, 47-53. http://www.i-r-i-e.net/inhalt/016/coll-etal.pdf

- Claire Balleys, Grandir entre adolescents. A l'école et sur Internet, Presses polytechniques et universitaires romandes, 2015.

### Ouvrages
- Balleys, C. (2015), Grandir entre adolescents. A l’école et sur Internet, Collection Le savoir suisse, Presses polytechniques et universitaires romandes.

### Chapitres d'ouvrages
- Balleys, C. (2017) « Teen boys on YouTube: representations of gender and intimacy », in Nebeling Petersen M. (dir.), Mediated intimacies. Connectivities, relationalities and proximities, Rutledge Studies in European Communication Research and Education Series.
- Balleys, C. (2018), « Expression du désir sexuel et ritualisation de la féminité par les adolescentes sur YouTube », in GARDEY D, VUILLE, M. (dir.), Les sciences du désir. La sexualité féminine de la psychanalyse aux neurosciences, Éditions Le Bord de l’eau.
- Balleys, C. (2018), « La matérialisation de la domination entre adolescents sur les médias sociaux », in Plomb, F. (dir.), Les formes élémentaires de la domina(c)tion, Lausanne : Éditions Alphil.
- Balleys, C. (2017), « Entretiens en situation de réception collective et processus d’exclusion entre pairs adolescents », in Le Guern, Ph. (dir.), En quête de musique. Méthodologies de recherche à l’ère de la musimorphose, Paris : Hermann, 2016. PDF
- Balleys, C. (2017), « L’adolescent et les réseaux sociaux », in Duverger Ph. (dir.), Troubles psychiques et comportementaux de l’adolescent, Paris : Editions Lavoisier, 2016.
- Balleys, C. (2016), « “Nous les mecs”. La mise en scène de l’intimité masculine sur Youtube », in Dagiral E., Martin, O (dir.),  L’ordinaire d’internet. Le web dans nos pratiques et relations sociales, Paris : Armand Colin, 2016. PDF

### Articles de synthèses
- BALLEYS, C. (2018), « Mais que se passe-t-il sur YouTube ? Format de confession intime et  socialisation juvénile », Initiale F, numéro 18 : https://www.foj.ch/sites/default/files/FOJ-InitialeF18-20180706.pdf
- BALLEYS, C. (2018), « Comment les adolescents construisent leur identité avec YouTube et les médias sociaux ? », NECTART.
- Balleys, C (juin 2017), « YouTube comme plateforme d’expression identitaire, sociale et politique » et « Un projet de participation citoyenne des jeunes par YouTube: les clés d’un succès », Bulletin de l’Observatoire Jeunes et Société: PDF
- Balleys, C. (juin 2016), « Quelles compétences développent les jeunes Youtubeurs ? », Revue Educateur : http://www.revue-educateur.ch/
- Steiner, O., Heeg, R., Balleys, C. (2015), « Evaluation von Peer-Education und Peer-Tutoring zur Förderung der Medienkompetenz », in Soziale Sicherheit CHSS Nr. 4/2015.
- Balleys, C. (2011), « Les ados sur Facebook : la sentimentalité autoritaire », Revue en ligne Reiso. Article téléchargeable : http://www.reiso.org/spip.php?article2594

### Revue de littérature
- Balleys, C. (2017), Socialisation adolescente et usages du numérique, rapport d’étude, Institut national de la jeunesse populaire, Paris: PDF

### Thèses et mémoires
- Balleys, C. (2012), « “Je t’aime plus que tout au monde”. D’amitiés en amours, les processus de socialisation entre pairs adolescents », Thèse de doctorat sous la direction de la Prof. F. Poglia Mileti, Université de Fribourg, publiée en ligne : http://ethesis.unifr.ch/theses/downloads.php?file=BalleysC.pdf
- Balleys, C. (2005), « “Alors, tu t’occupes ?” Récits biographiques de conversion : la prise de la retraite chez les cadres supérieurs », Mémoire de licence, sociologie de la communication et des médias, sous la direction du Prof. O. Tschannen, Université de Fribourg.

### Rapports de politiques publiques
- Balleys, C., Gallant, N. (mars 2016), « Rejoindre la jeunesse par le numérique : comprendre les usages et les besoins des jeunes québécois-e-s », Mandat du Secrétariat de la Jeunesse du Québec à l’OJS, sur le thème : Jeunes, genre et numérique.
- Steiner, O., Heeg, R, Balleys, C. (2015), « Evaluation Projekte Peer Education/Peer Tutoring zur Föderung von Medienkompetenzen. BAND I: Anlage der Evaluation und Ergebnisse de übergreifenden Analyse ». Bericht im Rahmen des nationalen Programs Jugen und Medien. Forschungbericht Nr 14/15.1.
- Steiner, O., Heeg, R, Balleys, C. (2015), « Evaluation Projekte Peer Education/Peer Tutoring zur Föderung von Medienkompetenzen. BAND II: Detaillierte Ergebnisse zu den Modellprojekten und Anhäge ». Bericht im Rahmen des nationalen Programs Jugen und Medien. Forschungbericht Nr 14/15.2.

### Actes de colloque
- Balleys, C. (2015), « “Sans pote trop une perdu”. Comprendre les processus d’exclusion entre pairs adolescents », Colloque Thémat’IC, IUT Robert Shumann, Université de Strasbourg.
- Balleys, C. (2011), « Comment s’observe la sociabilité adolescente ? Une étude sur trois fronts », Actes du Colloque international Enfance et Culture, Paris. Article téléchargeable : http://www.enfanceetcultures.culture.gouv.fr/actes/balleys.pdf